# Inmigración chuquisaqueña en Potosí
La Inmigración chuquisaqueña en Potosi se refiere al traslado de personas oriundas del Departamento de Chuquisaca hacia el Departamento de Potosí.

## Migración Interna
La comunidad Chuquisaqueña en Potosí ocupa el tercer lugar después de los Orureños y Paceños.
| Inmigrantes Nacionales viviendo en el Departamento de Potosí (Censo de 2012) | Inmigrantes Nacionales viviendo en el Departamento de Potosí (Censo de 2012) | Inmigrantes Nacionales viviendo en el Departamento de Potosí (Censo de 2012) | Inmigrantes Nacionales viviendo en el Departamento de Potosí (Censo de 2012) |
| Posición                                                                     | Departamento de Origen                                                       | Inmigrantes                                                                  | Porcentaje                                                                   |
| ---------------------------------------------------------------------------- | ---------------------------------------------------------------------------- | ---------------------------------------------------------------------------- | ---------------------------------------------------------------------------- |
| 1.º                                                                          | Oruro                                                                        | 10 647 orureños                                                              |                                                                              |
| 2.º                                                                          | La Paz                                                                       | 9 800 paceños                                                                |                                                                              |
| 3.º                                                                          | Chuquisaca                                                                   | 9 426 chuquisaqueños                                                         |                                                                              |
| 4.º                                                                          | Cochabamba                                                                   | 9 205 cochabambinos                                                          |                                                                              |
| 5.º                                                                          | Santa Cruz                                                                   | 5 488 cruceños                                                               |                                                                              |
| 6.º                                                                          | Tarija                                                                       | 3 627 tarijeños                                                              |                                                                              |
| 7.º                                                                          | Beni                                                                         | 388 benianos                                                                 |                                                                              |
| 8.º                                                                          | Pando                                                                        | 51 pandinos                                                                  |                                                                              |
| Total                                                                        | Bolivia                                                                      | 48 632 inmigrantes                                                           | 100 %                                                                        |

### Evolución Migratoria
| Chuquisaqueños viviendo en en el Departamento de Potosí | Chuquisaqueños viviendo en en el Departamento de Potosí | Chuquisaqueños viviendo en en el Departamento de Potosí |
| Año                                                     | Chuquisaqueños                                          | Fuente                                                  |
| ------------------------------------------------------- | ------------------------------------------------------- | ------------------------------------------------------- |
| 1992                                                    | 6 125                                                   | Censo boliviano de 1992                                 |
| 2001                                                    | 6 984                                                   | Censo boliviano de 2001                                 |
| 2012                                                    | 9 975                                                   | Censo boliviano de 2012                                 |

### Por municipios
| Chuquisaqueños viviendo en los municipios del Departamento de Potosí (Censo de 2012) | Chuquisaqueños viviendo en los municipios del Departamento de Potosí (Censo de 2012) | Chuquisaqueños viviendo en los municipios del Departamento de Potosí (Censo de 2012) | Chuquisaqueños viviendo en los municipios del Departamento de Potosí (Censo de 2012) | Chuquisaqueños viviendo en los municipios del Departamento de Potosí (Censo de 2012) | Chuquisaqueños viviendo en los municipios del Departamento de Potosí (Censo de 2012) |
| Puesto                                                                               | Municipio                                                                            | Censo de 1992                                                                        | Censo de 2001                                                                        | Censo de 2012                                                                        | Crecimiento (1992-2012)                                                              |
| ------------------------------------------------------------------------------------ | ------------------------------------------------------------------------------------ | ------------------------------------------------------------------------------------ | ------------------------------------------------------------------------------------ | ------------------------------------------------------------------------------------ | ------------------------------------------------------------------------------------ |
| 1°                                                                                   | Potosí                                                                               | 2975                                                                                 | 3005                                                                                 | 3618                                                                                 | 21,61 %                                                                              |
| 2°                                                                                   | Ravelo                                                                               | 252                                                                                  | 553                                                                                  | 1062                                                                                 | 321,42 %                                                                             |
| 3°                                                                                   | Villazón                                                                             | 711                                                                                  | 762                                                                                  | 952                                                                                  | 33,89 %                                                                              |
| 4°                                                                                   | Betanzos                                                                             | 319                                                                                  | 532                                                                                  | 791                                                                                  | 147,96 %                                                                             |
| 5°                                                                                   | Tupiza                                                                               | 459                                                                                  | 425                                                                                  | 488                                                                                  | 6,31 %                                                                               |
| 6°                                                                                   | Uyuni                                                                                | 121                                                                                  | 152                                                                                  | 409                                                                                  | 238,01 %                                                                             |
| 7°                                                                                   | Ocurí                                                                                | 125                                                                                  | 188                                                                                  | 275                                                                                  | 120,00 %                                                                             |
| 8°                                                                                   | Llallagua                                                                            | 222                                                                                  | 182                                                                                  | 234                                                                                  | 5,40 %                                                                               |
| 9°                                                                                   | Cotagaita                                                                            | 114                                                                                  | 133                                                                                  | 228                                                                                  | 100,00 %                                                                             |
| 10°                                                                                  | Ckochas                                                                              | 104                                                                                  | 217                                                                                  | 204                                                                                  | 96,15 %                                                                              |
| 11°                                                                                  | Porco                                                                                | 28                                                                                   | 21                                                                                   | 182                                                                                  | 550,00 %                                                                             |
| 12°                                                                                  | Caiza "D"                                                                            | 70                                                                                   | 70                                                                                   | 174                                                                                  | 148,57 %                                                                             |
| 13°                                                                                  | Colcha K                                                                             | 13                                                                                   | 14                                                                                   | 164                                                                                  | 1261,53 %                                                                            |
| 14°                                                                                  | Colquechaca                                                                          | 45                                                                                   | 36                                                                                   | 161                                                                                  | 257,77 %                                                                             |
| 15°                                                                                  | Puna                                                                                 | 137                                                                                  | 211                                                                                  | 154                                                                                  | 12,40 %                                                                              |
| 16°                                                                                  | Atocha                                                                               | 74                                                                                   | 64                                                                                   | 127                                                                                  | 71,62 %                                                                              |
| 17°                                                                                  | Vitichi                                                                              | 69                                                                                   | 83                                                                                   | 116                                                                                  | 68,11 %                                                                              |
| 18°                                                                                  | Tomave                                                                               | 29                                                                                   | 35                                                                                   | 87                                                                                   | 200,00 %                                                                             |
| 19°                                                                                  | Uncía                                                                                | 69                                                                                   | 51                                                                                   | 68                                                                                   | -1,45 %                                                                              |
| 20°                                                                                  | Chaquí                                                                               | 26                                                                                   | 54                                                                                   | 63                                                                                   | 142,30 %                                                                             |
| 21°                                                                                  | Pocoata                                                                              | 20                                                                                   | 17                                                                                   | 62                                                                                   | 210,00 %                                                                             |
| 22°                                                                                  | Yocalla                                                                              | 26                                                                                   | 22                                                                                   | 52                                                                                   | 100,00 %                                                                             |
| 23°                                                                                  | Tinguipaya                                                                           | 23                                                                                   | 34                                                                                   | 51                                                                                   | 121,73 %                                                                             |
| 24°                                                                                  | Tacobamba                                                                            | 21                                                                                   | 45                                                                                   | 44                                                                                   | 109,52 %                                                                             |
| 25°                                                                                  | Toro Toro                                                                            | 21                                                                                   | 20                                                                                   | 38                                                                                   | 80,95 %                                                                              |
| 26°                                                                                  | Sacaca                                                                               | 5                                                                                    | 2                                                                                    | 26                                                                                   | 420,00 %                                                                             |
| 27°                                                                                  | San Pedro de Buena Vista                                                             | 14                                                                                   | 15                                                                                   | 25                                                                                   | 78,57 %                                                                              |
| 28°                                                                                  | Chayanta                                                                             | 4                                                                                    | 10                                                                                   | 21                                                                                   | 425,00 %                                                                             |
| 29°                                                                                  | Acasio                                                                               | 14                                                                                   | 1                                                                                    | 17                                                                                   | 21,42 %                                                                              |
| 30°                                                                                  | Llica                                                                                | 1                                                                                    | 6                                                                                    | 15                                                                                   | 1400,00 %                                                                            |
| 31°                                                                                  | San Pablo de Lípez                                                                   | 1                                                                                    | 4                                                                                    | 15                                                                                   | 1400,00 %                                                                            |
| 32°                                                                                  | Chuquiuta                                                                            | 3                                                                                    | 2                                                                                    | 11                                                                                   | 266,66 %                                                                             |
| 33°                                                                                  | San Agustín                                                                          | 1                                                                                    | 10                                                                                   | 9                                                                                    | 800,00 %                                                                             |
| 34°                                                                                  | San Pedro de Quemes                                                                  | 1                                                                                    | 1                                                                                    | 9                                                                                    | 800,00 %                                                                             |
| 35°                                                                                  | Tahua                                                                                | 0                                                                                    | 0                                                                                    | 8                                                                                    | 0,00 %                                                                               |
| 36°                                                                                  | Urmiri                                                                               | 1                                                                                    | 2                                                                                    | 6                                                                                    | 500,00 %                                                                             |
| 37°                                                                                  | Arampampa                                                                            | 2                                                                                    | 1                                                                                    | 4                                                                                    | 100,00 %                                                                             |
| 38°                                                                                  | Caripuyo                                                                             | 5                                                                                    | 2                                                                                    | 2                                                                                    | -60,00 %                                                                             |
| 39°                                                                                  | Mojinete                                                                             | 0                                                                                    | 2                                                                                    | 2                                                                                    | 0,00 %                                                                               |
| 40°                                                                                  | San Antonio de Esmoruco                                                              | 0                                                                                    | 0                                                                                    | 1                                                                                    | 00,00 %                                                                              |
| Total                                                                                | Potosí                                                                               | 6125                                                                                 | 6984                                                                                 | 9975                                                                                 | 62,85 %                                                                              |